# Lista de singles número um na Billboard Hot 100 em 2021
A seguir se segue a lista dos singles que alcançaram a primeira posição da Billboard Hot 100 em 2021. A Hot 100 é uma tabela musical norte-americana publicada semanalmente pela revista Billboard. Os dados usados para cada publicação são recolhidos pelos serviços Nielsen SoundScan com base em vendas físicas e digitais de cada canção, popularidade nas principais estações de rádio do país, streaming nos serviços online e número de transmissões do respectivo vídeo musical no YouTube. Plataformas mantidas por anúncios como o YouTube refletem menos nos cálculos do que serviços mantidos por assinaturas pagas, como o Spotify e Apple Music.

## Histórico
| "Levitating", de Dua Lipa, não liderou por nenhuma semana, mas foi a canção com a melhor performance na parada, ficando com o primeiro lugar na lista especial de fim de ano. |

| Data            | Canção                                                | Artista(s)                                               | Ref.   |
| --------------- | ----------------------------------------------------- | -------------------------------------------------------- | ------ |
| 2 de janeiro    | "All I Want for Christmas Is You"                     | Mariah Carey                                             | [ 5 ]  |
| 9 de janeiro    | "Mood"                                                | 24kGoldn com participação de Iann Dior                   | [ 6 ]  |
| 16 de janeiro   | "Mood"                                                | 24kGoldn com participação de Iann Dior                   | [ 7 ]  |
| 23 de janeiro   | "Drivers License"                                     | Olivia Rodrigo                                           | [ 8 ]  |
| 30 de janeiro   | "Drivers License"                                     | Olivia Rodrigo                                           | [ 9 ]  |
| 6 de fevereiro  | "Drivers License"                                     | Olivia Rodrigo                                           | [ 10 ] |
| 13 de fevereiro | "Drivers License"                                     | Olivia Rodrigo                                           | [ 11 ] |
| 20 de fevereiro | "Drivers License"                                     | Olivia Rodrigo                                           | [ 12 ] |
| 27 de fevereiro | "Drivers License"                                     | Olivia Rodrigo                                           | [ 13 ] |
| 6 de março      | "Drivers License"                                     | Olivia Rodrigo                                           | [ 14 ] |
| 13 de março     | "Drivers License"                                     | Olivia Rodrigo                                           | [ 15 ] |
| 20 de março     | "What’s Next"                                         | Drake                                                    | [ 16 ] |
| 27 de março     | "Up"                                                  | Cardi B                                                  | [ 17 ] |
| 3 de abril      | "Peaches"                                             | Justin Bieber com participação de Daniel Caesar e Giveon | [ 18 ] |
| 10 de abril     | "Montero (Call Me by Your Name)"                      | Lil Nas X                                                | [ 19 ] |
| 17 de abril     | "Leave the Door Open"                                 | Silk Sonic (Bruno Mars e Anderson Paak)                  | [ 20 ] |
| 24 de abril     | "RAPSTAR"                                             | Polo G                                                   | [ 21 ] |
| 1 de maio       | "RAPSTAR"                                             | Polo G                                                   | [ 22 ] |
| 8 de maio       | "Save Your Tears (Remix)"                             | The Weeknd e Ariana Grande                               | [ 23 ] |
| 15 de maio      | "Save Your Tears (Remix)"                             | The Weeknd e Ariana Grande                               | [ 24 ] |
| 22 de maio      | "Leave the Door Open"                                 | Silk Sonic (Bruno Mars e Anderson Paak)                  | [ 25 ] |
| 29 de maio      | "Good 4 U"                                            | Olivia Rodrigo                                           | [ 26 ] |
| 5 de junho      | "Butter"                                              | BTS                                                      | [ 27 ] |
| 12 de junho     | "Butter"                                              | BTS                                                      | [ 28 ] |
| 19 de junho     | "Butter"                                              | BTS                                                      | [ 29 ] |
| 26 de junho     | "Butter"                                              | BTS                                                      | [ 30 ] |
| 3 de julho      | "Butter"                                              | BTS                                                      | [ 31 ] |
| 10 de julho     | "Butter"                                              | BTS                                                      | [ 32 ] |
| 17 de julho     | "Butter"                                              | BTS                                                      | [ 33 ] |
| 24 de julho     | "Permission to Dance"                                 | BTS                                                      | [ 34 ] |
| 31 de julho     | "Butter"                                              | BTS                                                      | [ 35 ] |
| 7 de agosto     | "Butter"                                              | BTS                                                      | [ 36 ] |
| 14 de agosto    | "Stay"                                                | The Kid Laroi & Justin Bieber                            | [ 37 ] |
| 21 de agosto    | "Stay"                                                | The Kid Laroi & Justin Bieber                            | [ 38 ] |
| 28 de agosto    | "Stay"                                                | The Kid Laroi & Justin Bieber                            | [ 39 ] |
| 4 de setembro   | "Stay"                                                | The Kid Laroi & Justin Bieber                            | [ 40 ] |
| 11 de setembro  | "Butter"                                              | BTS                                                      | [ 41 ] |
| 18 de setembro  | "Way 2 Sexy"                                          | Drake com participação de Future e Young Thug            | [ 42 ] |
| 25 de setembro  | "Stay"                                                | The Kid Laroi & Justin Bieber                            | [ 43 ] |
| 2 de outubro    | "Stay"                                                | The Kid Laroi & Justin Bieber                            | [ 44 ] |
| 9 de outubro    | "My Universe"                                         | Coldplay & BTS                                           | [ 45 ] |
| 16 de outubro   | "Stay"                                                | The Kid Laroi & Justin Bieber                            | [ 46 ] |
| 23 de outubro   | "Industry Baby"                                       | Lil Nas X                                                | [ 47 ] |
| 30 de outubro   | "Easy on Me"                                          | Adele                                                    | [ 48 ] |
| 6 de novembro   | "Easy on Me"                                          | Adele                                                    | [ 49 ] |
| 13 de novembro  | "Easy on Me"                                          | Adele                                                    | [ 50 ] |
| 20 de novembro  | "Easy on Me"                                          | Adele                                                    | [ 51 ] |
| 27 de novembro  | "All Too Well (10 Minute Version) (Taylor's Version)" | Taylor Swift                                             | [ 52 ] |
| 4 de dezembro   | "Easy on Me"                                          | Adele                                                    | [ 53 ] |
| 11 de dezembro  | "Easy on Me"                                          | Adele                                                    | [ 54 ] |
| 18 de dezembro  | "Easy on Me"                                          | Adele                                                    | [ 55 ] |
| 25 de dezembro  | "All I Want for Christmas Is You"                     | Mariah Carey                                             | [ 56 ] |